# باربرا إبستاين
باربرا إبستاين (بالإنجليزية: Barbara Epstein)‏ هي عالمة اجتماع وصحفية ومؤرخة أمريكية، ولدت في 30 أغسطس 1928 في بوسطن في الولايات المتحدة، وتوفيت في 16 يونيو 2006 في نيويورك في الولايات المتحدة بسبب سرطان وسرطان الرئة.